# Ryder Matos
Ryder Matos Santos Pinto, noto semplicemente come Matos (Seabra, 27 febbraio 1993), è un calciatore brasiliano, attaccante del Perugia.

## Caratteristiche tecniche
È un giocatore veloce e abile nel dribbling, che può ricoprire sia il ruolo di esterno sinistro in un attacco a tre, sia di seconda punta o prima punta di movimento.

## Carriera

### Club

#### Gli inizi in Brasile e Fiorentina
Scoperto da Pantaleo Corvino quando ancora non aveva 15 anni, viene inizialmente prelevato dalla Fiorentina in prova dal Vitória insieme ad altri due giovani calciatori. Durante un test settimanale della prima squadra contro la squadra dilettantistica toscana Us Antella '99, il giovane brasiliano impressiona gli addetti ai lavori per un goal segnato pochi minuti dopo il fischio d'inizio; Matos viene quindi acquistato dalla società gigliata per 30.000 euro per poi entrare a far parte della rosa degli Allievi Regionali, dove si ritrova a giocare con gente di un anno più grande. Successivamente con gli Allievi Professionisti segna il goal decisivo nella finalissima del campionato di categoria contro l'Inter.
Dal 2010 al 2012 ha giocato nella Primavera della Fiorentina, giocando da titolare la maggior parte delle partite di campionato; negli stessi anni ha anche ricevuto diverse convocazioni con la prima squadra, senza mai riuscire ad esordirvi in gare ufficiali.

#### Bahia
Il 29 giugno 2012 passa in prestito al Bahia, squadra della prima divisione brasiliana; segna il suo primo gol in campionato in una partita vinta per 2-1 contro l'Internacional di Porto Alegre, nel 2013. Conclude l'esperienza in Brasile con 6 presenze ed una rete nel Brasileirão.

#### Ritorno alla Fiorentina
Ritornato alla Fiorentina, esordisce in prima squadra il 19 settembre 2013 nella gara di Europa League Fiorentina-Paços de Ferreira (3-0) subentrando al 66' al posto di Joaquín; 26 secondi dopo il suo ingresso in campo mette a segno anche il suo primo gol in maglia viola, portando momentaneamente la squadra sul 2-0 e stabilendo il gol più veloce nella storia della Fiorentina per un giocatore subentrato. Il 22 settembre seguente esordisce anche in Serie A nella partita Atalanta-Fiorentina (0-2), subentrando nel secondo tempo a Giuseppe Rossi. Il 3 ottobre gioca invece la sua prima gara da titolare, restando in campo per tutti i novanta minuti di gioco nella partita di Europa League vinta 2-1 contro il Dnipro. Il 24 ottobre segna il suo secondo gol in Europa League contro il Pandurii. L'esordio da titolare in campionato avviene il 2 novembre, in occasione della vittoria per 2-0 contro il Milan a San Siro. Un paio di giorni dopo parte titolare di nuovo in Europa League sempre contro il Pandurii, andando nuovamente in gol.

#### Prestiti a Córdoba e Palmeiras
Il 21 luglio 2014 passa in prestito al Córdoba. Il 17 gennaio 2015 la società spagnola annuncia di aver terminato il prestito con sei mesi di anticipo.
Il 19 gennaio 2015 passa, sempre in prestito, ai brasiliani del Palmeiras, con cui gioca nel Campionato Paulista 2015 segnando una rete in 11 gare mentre in A colleziona solo 2 presenze. A fine stagione fa ritorno dal prestito alla Fiorentina.

#### Prestito al Carpi
L'8 luglio 2015 viene risolto il contratto col Palmeiras e contemporaneamente viene girato in prestito al Carpi, squadra neopromossa in Serie A, con la formula del prestito con diritto di riscatto e controriscatto da parte della Fiorentina. Il 16 agosto debutta con la sua nuova squadra nel terzo turno di Coppa Italia firmando una doppietta nei tempi supplementari contro il Livorno (2-0). Il successivo 23 agosto segna il suo primo goal in Serie A, nella partita persa per 5-2 sul campo della Sampdoria. Il successivo 26 settembre nella partita persa per 5-1 sul campo della Roma, dopo alcune ottime prestazioni nei match precedenti, fallisce un calcio di rigore. Nella gara successiva contro il Torino vinta per 2-1 realizza il suo secondo goal stagionale. Il 3 novembre 2015 segna la sua terza rete in Coppa Italia, contro il L.R. Vicenza, aprendo la gara che finirà poi 2-1.

#### Udinese e Verona
Il 30 gennaio 2016 ne viene ufficializzato l'acquisto a titolo definitivo dall'Udinese per 3 milioni di euro.
Il 10 gennaio 2018, dopo 37 presenze complessive con i friulani, viene ceduto in prestito fino al termine della stagione al Verona; nel giugno successivo viene confermato alla società scaligera, in prestito con diritto di riscatto. Segna il suo primo gol il 5 agosto contro la Juve Stabia nel match di Coppa Italia vinto per 4-1, ripetendosi poi in campionato con altri tre centri.

#### Prestiti a Lucerna ed Empoli
Il 30 agosto 2019, approda in prestito con diritto di riscatto al Lucerna, club militante nella massima divisione svizzera. Esordisce il 15 settembre nella sfida di Coppa Svizzera vinta 4-0 contro il Wohlen 1904, segna la sua prima rete nel match di campionato contro lo Zurigo terminato 3-2 a favore della sua squadra.
Tornato a Udine, gioca la partita contro lo Spezia (persa 0-2) del 30 settembre 2020, per poi venire ceduto nuovamente in prestito 4 giorni dopo all'Empoli.. Il 7 novembre segna il primo gol con i toscani nel successo per 3-0 sulla Reggina. Il 9 aprile segna il goal partita nella vittoria per 1-0 dell'Empoli sulla Reggiana.

#### Perugia
Il 31 agosto 2021 viene ceduto a titolo definitivo al Perugia. Il 20 novembre successivo sigla la sua prima rete con i grifoni, nella vittoria per 2-0 contro il Crotone.

### Nazionale
Il 23 ottobre 2014 viene convocato dal Brasile Under-22 per partecipare al Wuhan International Youth Soccer Tournament dedicato alle compagini Under 22.

## Statistiche

### Presenze e reti nei club
Statistiche aggiornate al 28 aprile 2025.
| Stagione             | Squadra              | Campionato           | Campionato | Campionato | Coppe nazionali | Coppe nazionali | Coppe nazionali | Coppe continentali | Coppe continentali | Coppe continentali | Altre coppe | Altre coppe | Altre coppe | Totale | Totale |
| Stagione             | Squadra              | Comp                 | Pres       | Reti       | Comp            | Pres            | Reti            | Comp               | Pres               | Reti               | Comp        | Pres        | Reti        | Pres   | Reti   |
| -------------------- | -------------------- | -------------------- | ---------- | ---------- | --------------- | --------------- | --------------- | ------------------ | ------------------ | ------------------ | ----------- | ----------- | ----------- | ------ | ------ |
| 2011-2012            | Fiorentina           | A                    | 0          | 0          | CI              | 0               | 0               | -                  | -                  | -                  | -           | -           | -           | 0      | 0      |
| giu.-dic. 2012       | Bahia                | PD/BA+A              | 0+1        | 0          | CB              | 0               | 0               | -                  | -                  | -                  | -           | -           | -           | 1      | 0      |
| gen.-giu. 2013       | Bahia                | PD/BA+A              | 4+5        | 0+1        | CB              | 1               | 0               | -                  | -                  | -                  | CdN         | 4           | 0           | 14     | 1      |
| Totale Bahia         | Totale Bahia         | Totale Bahia         | 10         | 1          |                 | 1               | 0               |                    | -                  | -                  |             | 4           | 0           | 15     | 1      |
| 2013-2014            | Fiorentina           | A                    | 23         | 0          | CI              | 5               | 0               | UEL                | 8                  | 3                  | -           | -           | -           | 36     | 3      |
| Totale Fiorentina    | Totale Fiorentina    | Totale Fiorentina    | 23         | 0          |                 | 5               | 0               |                    | 8                  | 3                  |             | -           | -           | 36     | 3      |
| 2014-2015            | Córdoba              | PD                   | 3          | 0          | CR              | 1               | 0               | -                  | -                  | -                  | -           | -           | -           | 4      | 0      |
| 2015                 | Palmeiras            | CP+A                 | 11+2       | 1          | CB              | 4               | 0               | -                  | -                  | -                  | -           | -           | -           | 17     | 1      |
| 2015-gen. 2016       | Carpi                | A                    | 15         | 2          | CI              | 3               | 3               | -                  | -                  | -                  | -           | -           | -           | 18     | 5      |
| gen.-giu. 2016       | Udinese              | A                    | 11         | 0          | CI              | -               | -               | -                  | -                  | -                  | -           | -           | -           | 11     | 0      |
| 2016-2017            | Udinese              | A                    | 20         | 0          | CI              | 1               | 0               | -                  | -                  | -                  | -           | -           | -           | 21     | 0      |
| 2017-gen. 2018       | Udinese              | A                    | 4          | 0          | CI              | 1               | 0               | -                  | -                  | -                  | -           | -           | -           | 5      | 0      |
| gen.-giu. 2018       | Verona               | A                    | 14         | 0          | CI              | -               | -               | -                  | -                  | -                  | -           | -           | -           | 14     | 0      |
| 2018-2019            | Verona               | B                    | 24+5       | 3          | CI              | 2               | 1               | -                  | -                  | -                  | -           | -           | -           | 31     | 4      |
| Totale Hellas Verona | Totale Hellas Verona | Totale Hellas Verona | 38+5       | 3          |                 | 2               | 1               |                    | -                  | -                  |             | -           | -           | 45     | 4      |
| 2019-2020            | Lucerna              | SL                   | 23         | 1          | CS              | 2               | 0               | UEL                | 0                  | 0                  | -           | -           | -           | 25     | 1      |
| giu.2020-set.2020    | Udinese              | A                    | 1          | 0          | CI              | 0               | 0               | -                  | -                  | -                  | -           | -           | -           | 1      | 0      |
| Totale Udinese       | Totale Udinese       | Totale Udinese       | 36         | 0          |                 | 2               | 0               |                    | -                  | -                  |             | -           | -           | 38     | 0      |
| set.2020-2021        | Empoli               | B                    | 28         | 7          | CI              | 0               | 0               | -                  | -                  | -                  | -           | -           | -           | 28     | 7      |
| 2021-2022            | Perugia              | B                    | 34+1       | 3+1        | CI              | 0               | 0               | -                  | -                  | -                  | -           | -           | -           | 35     | 4      |
| 2022-2023            | Perugia              | B                    | 15         | 0          | CI              | 0               | 0               | -                  | -                  | -                  | -           | -           | -           | 15     | 0      |
| 2023-2024            | Perugia              | C                    | 28+3       | 1          | CI-C            | 1               | 0               | -                  | -                  | -                  | -           | -           | -           | 32     | 1      |
| 2024-2025            | Perugia              | C                    | 29         | 4          | CI-C            | 1               | 1               | -                  | -                  | -                  | -           | -           | -           | 30     | 5      |
| Totale Perugia       | Totale Perugia       | Totale Perugia       | 106+4      | 8+1        |                 | 2               | 1               |                    | -                  | -                  |             | -           | -           | 112    | 10     |
| Totale carriera      | Totale carriera      | Totale carriera      | 304        | 24         |                 | 22              | 5               |                    | 8                  | 3                  |             | 4           | 0           | 338    | 32     |

### Cronologia presenze e reti in nazionale
| Cronologia completa delle presenze e delle reti in nazionale ― Brasile under 22 | Cronologia completa delle presenze e delle reti in nazionale ― Brasile under 22 | Cronologia completa delle presenze e delle reti in nazionale ― Brasile under 22 | Cronologia completa delle presenze e delle reti in nazionale ― Brasile under 22 | Cronologia completa delle presenze e delle reti in nazionale ― Brasile under 22 | Cronologia completa delle presenze e delle reti in nazionale ― Brasile under 22 | Cronologia completa delle presenze e delle reti in nazionale ― Brasile under 22 | Cronologia completa delle presenze e delle reti in nazionale ― Brasile under 22 |
| Data                                                                            | Città                                                                           | In casa                                                                         | Risultato                                                                       | Ospiti                                                                          | Competizione                                                                    | Reti                                                                            | Note                                                                            |
| ------------------------------------------------------------------------------- | ------------------------------------------------------------------------------- | ------------------------------------------------------------------------------- | ------------------------------------------------------------------------------- | ------------------------------------------------------------------------------- | ------------------------------------------------------------------------------- | ------------------------------------------------------------------------------- | ------------------------------------------------------------------------------- |
| 14-11-2014                                                                      | Wuhan                                                                           | Brasile under 22                                                                | 2 – 2                                                                           | Australia under 22                                                              | Wuhan International Youth Soccer Tournament                                     | -                                                                               |                                                                                 |
| 16-11-2014                                                                      | Wuhan                                                                           | Brasile under 22                                                                | 3 – 0                                                                           | Corea del Sud under 22                                                          | Wuhan International Youth Soccer Tournament                                     | 1                                                                               |                                                                                 |
| 18-11-2014                                                                      | Wuhan                                                                           | Cina under 22                                                                   | 1 – 2                                                                           | Brasile under 22                                                                | Wuhan International Youth Soccer Tournament                                     | -                                                                               |                                                                                 |
| Totale                                                                          |                                                                                 | Presenze                                                                        | 3                                                                               |                                                                                 | Reti                                                                            | 1                                                                               |                                                                                 |

## Palmarès

### Club

#### Competizioni statali
- Campionato Baiano: 1

Bahia: 2012

#### Competizioni nazionali
- Campionato italiano di Serie B: 1

Empoli: 2020-2021

#### Competizioni giovanili
- Campionato Allievi Nazionali: 1

Fiorentina: 2008-2009
- Coppa Italia Primavera: 1

Fiorentina: 2010-2011
- Supercoppa Primavera: 1

Fiorentina: 2011